# 삼산도서관
삼산도서관(三山圖書館)은 인천광역시 부평구 부평북로 445에 있는 도서관이다. 2012년 5월 7일에 개관하였다.

## 시설
- 1층: 어린이자료실, 사무실
- 2층: 멀티·영어자료실, 휴게실, 프로그램실
- 3층: 종합자료실
- 4층: 다목적홀

## 도서관 운영시간 및 휴관일
- 운영시간: 09:00~22:00(화~금요일) / 09:00~18:00(토~일요일)
- 휴관일: 매주 월요일 및 국가공휴일